# Igling
Igling település Németországban, azon belül Bajorországban. Lakosainak száma 2583 fő (2023. december 31.).

## Népesség
A település népessége az elmúlt években az alábbi módon változott:
| Lakosok száma | 1656 | 1128 | 2429 | 2449 | 2466 | 2495 | 2524 | 2522 | 2587 | 2583 |
|               | 1970 | 1975 | 2011 | 2012 | 2014 | 2015 | 2017 | 2019 | 2022 | 2023 |